# Амфориск

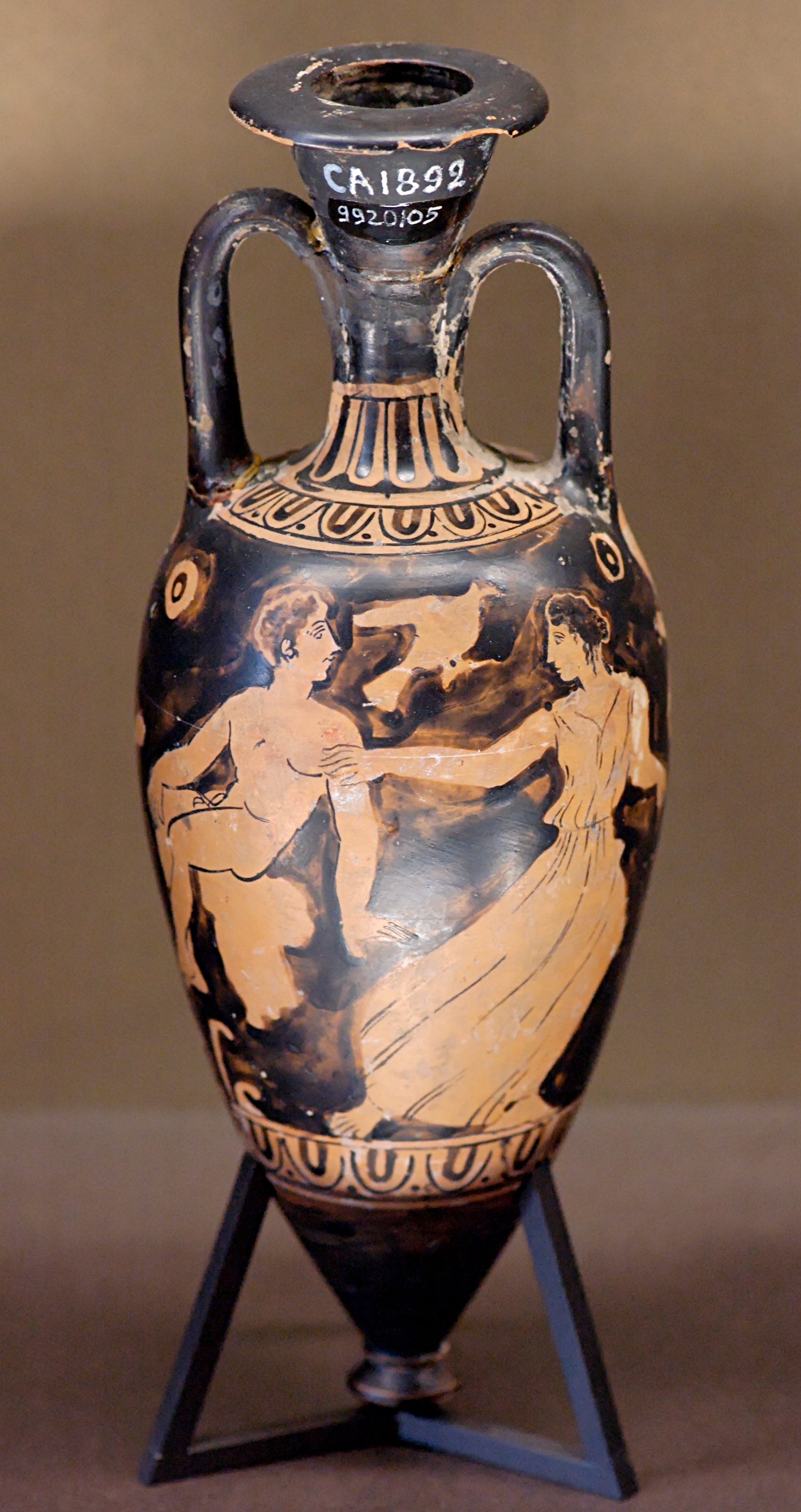
Амфориск с изображением юноши и женщины. Около 425—400 годов до н. э. Лувр

Амфори́ск (греч. αμφορισκος) — древнегреческий керамический сосуд, «маленькая амфора». В отличие от обычной амфоры, амфориск, скорее всего, использовался для хранения масел, ароматических и косметических средств. В Древнем Риме амфориски изготавливались также из стекла.
Самые распространённые амфориски — чернолаковые с орнаментами, исполненными штампами, по форме повторяли амфоры с острым дном. Более редкие амфориски — расписные, образцом для них служили панафинейские амфоры. Чернолаковые амфориски имеют устья с вытянутым раструбом в форме колокола с немного отогнутыми губами, узкую шейку, яйцевидное тулово с заострённой нижней частью, профилированную ножку. Псевдопанафинейские амфориски повторяют по форме панафинейские амфоры IV веке до н. э. в более грубом и упрощённом варианте. Их устья имеют форму муфты, шейка — короткая, тулово в форме яйца резко сужается к перехвату. Ножка простой формы, ручки из изогнутых подобно крючкам стержней. Очень редки амфориски с миндалеобразным туловом, поверхность этих сосудов обработана таким образом, что достигается сходство с ореховой скорлупой. Амфориски для ароматических масел с устьем, шейкой и ручкой как у арибаллического лекифа, встречаются несколько чаще. Роль тулова у них исполняет фигурка, подобная терракотовым статуэткам. Так, в некрополе Фанагории были найдены амфориски со вместилищами в виде Афродиты, сфинкса и сирены.